# Liste der Gemeinden im Landkreis Erlangen-Höchstadt

Karte des Landkreises Erlangen-Höchstadt

Die Liste der Gemeinden im Landkreis Erlangen-Höchstadt gibt einen Überblick über die Verwaltungseinheiten des Landkreises. Es gibt 25 politische Gemeinden, von denen 13 eine eigene Verwaltung haben, und 4 Verwaltungsgemeinschaften.

## Legende
- Verwaltungseinheit: Name der Gemeinde und Angabe der Gemeindeart: Gemeinde (–), Markt (M), Stadt (St) oder Name der Verwaltungsgemeinschaft. Einheitsgemeinden wie auch Verwaltungsgemeinschaften sind fett gedruckt
- Wappen: Wappen der Gemeinde
- GT: Gemeindeteile der Gemeinde. Der Wiki-Link ist mit der Gemeindegliederung der jeweiligen Gemeinde verknüpft.
- VG: Zeigt ggf. an, ob eine Gemeinde zu einer Verwaltungsgemeinschaft gehört
- Karte: Zeigt die Lage der Gemeinde im Landkreis
- Fläche: Fläche der Stadt beziehungsweise Gemeinde, angegeben in Quadratkilometer
- Einwohner: Zahl der Menschen die in der Gemeinde beziehungsweise Stadt leben (Stand: 31. Dezember 2023[1])
- EW-Dichte: Angegeben ist die Einwohnerdichte, gerechnet auf die Fläche der Verwaltungseinheit, angegeben in Einwohner pro km2 (Stand: 31. Dezember 2023[2])
- Statistik: Link zur kommunalen Statistik des Bayerischen Landesamts für Statistik
- Website: Website der der Gemeinde bzw. der Verwaltungsgemeinschaft

## Gemeinden
| Verwaltungseinheit           | Wappen                                     | GT | VG                     | Karte                                                                                   | Fläche in km²  | Einwohner      | Einwohner je km² | Statistik | Website |
| ---------------------------- | ------------------------------------------ | -- | ---------------------- | --------------------------------------------------------------------------------------- | -------------- | -------------- | ---------------- | --------- | ------- |
| Landkreis Erlangen-Höchstadt | Wappen des Landkreises Erlangen-Höchstadt  |    |                        | Der Landkreis Erlangen-Höchstadt                                                        | 564,66         | 141517         | 251              | [ 3 ]     | [ 4 ]   |
| Aurachtal, VG                |                                            |    | Aurachtal              | Lage der Verwaltungsgemeinschaft Aurachtal im Landkreis Erlangen-Höchstadt              | 23,23 (4.1 %)  | 4496 (3.2 %)   | 194              |           | [ 5 ]   |
| Heßdorf, VG                  |                                            |    | Heßdorf                | Lage der Verwaltungsgemeinschaft Heßdorf im Landkreis Erlangen-Höchstadt                | 31,98 (5.7 %)  | 6269 (4.4 %)   | 196              |           |         |
| Höchstadt an der Aisch, VG   |                                            |    | Höchstadt an der Aisch | Lage der Verwaltungsgemeinschaft Höchstadt an der Aisch im Landkreis Erlangen-Höchstadt | 84,12 (14.9 %) | 7244 (5.1 %)   | 86               |           | [ 6 ]   |
| Uttenreuth, VG               |                                            |    | Uttenreuth             | Lage der Verwaltungsgemeinschaft Uttenreuth im Landkreis Erlangen-Höchstadt             | 17,18 (3 %)    | 12045 (8.5 %)  | 701              |           | [ 7 ]   |
| Adelsdorf                    | Wappen der Gemeinde Adelsdorf              | 9  |                        | Lage der Gemeinde Adelsdorf im Landkreis Erlangen-Höchstadt                             | 31,67 (5.6 %)  | 9382 (6.6 %)   | 296              | [ 8 ]     | [ 9 ]   |
| Aurachtal                    | Wappen der Gemeinde Aurachtal              | 9  | Aurachtal              | Lage der Gemeinde Aurachtal im Landkreis Erlangen-Höchstadt                             | 18,40 (3.3 %)  | 3132 (2.2 %)   | 170              | [ 10 ]    | [ 11 ]  |
| Baiersdorf, St               | Wappen der Gemeinde Baiersdorf             | 5  |                        | Lage der Gemeinde Baiersdorf im Landkreis Erlangen-Höchstadt                            | 11,80 (2.1 %)  | 8074 (5.7 %)   | 684              | [ 12 ]    | [ 13 ]  |
| Bubenreuth                   | Wappen der Gemeinde Bubenreuth             | 1  |                        | Lage der Gemeinde Bubenreuth im Landkreis Erlangen-Höchstadt                            | 4,15 (0.7 %)   | 4637 (3.3 %)   | 1117             | [ 14 ]    | [ 15 ]  |
| Buckenhof                    | Wappen der Gemeinde Buckenhof              | 1  | Uttenreuth             | Lage der Gemeinde Buckenhof im Landkreis Erlangen-Höchstadt                             | 1,39 (0.2 %)   | 3251 (2.3 %)   | 2339             | [ 16 ]    | [ 17 ]  |
| Eckental, M                  | Wappen der Gemeinde Eckental               | 17 |                        | Lage der Gemeinde Eckental im Landkreis Erlangen-Höchstadt                              | 29,75 (5.3 %)  | 14770 (10.4 %) | 496              | [ 18 ]    | [ 19 ]  |
| Gremsdorf                    | Wappen der Gemeinde Gremsdorf              | 4  | Höchstadt an der Aisch | Lage der Gemeinde Gremsdorf im Landkreis Erlangen-Höchstadt                             | 12,96 (2.3 %)  | 1677 (1.2 %)   | 129              | [ 20 ]    | [ 21 ]  |
| Großenseebach                | Wappen der Gemeinde Großenseebach          | 1  | Heßdorf                | Lage der Gemeinde Großenseebach im Landkreis Erlangen-Höchstadt                         | 7,20 (1.3 %)   | 2456 (1.7 %)   | 341              | [ 22 ]    | [ 23 ]  |
| Hemhofen                     | Wappen der Gemeinde Hemhofen               | 2  |                        | Lage der Gemeinde Hemhofen im Landkreis Erlangen-Höchstadt                              | 6,76 (1.2 %)   | 5340 (3.8 %)   | 790              | [ 24 ]    | [ 25 ]  |
| Heroldsberg, M               | Wappen der Gemeinde Heroldsberg            | 5  |                        | Lage der Gemeinde Heroldsberg im Landkreis Erlangen-Höchstadt                           | 11,10 (2 %)    | 8488 (6 %)     | 765              | [ 26 ]    | [ 27 ]  |
| Herzogenaurach, St           | Wappen der Gemeinde Herzogenaurach         | 19 |                        | Lage der Gemeinde Herzogenaurach im Landkreis Erlangen-Höchstadt                        | 47,62 (8.4 %)  | 24674 (17.4 %) | 518              | [ 28 ]    | [ 29 ]  |
| Heßdorf                      | Wappen der Gemeinde Heßdorf                | 10 | Heßdorf                | Lage der Gemeinde Heßdorf im Landkreis Erlangen-Höchstadt                               | 24,78 (4.4 %)  | 3813 (2.7 %)   | 154              | [ 30 ]    | [ 31 ]  |
| Höchstadt an der Aisch, St   | Wappen der Gemeinde Höchstadt an der Aisch | 25 |                        | Lage der Gemeinde Höchstadt an der Aisch im Landkreis Erlangen-Höchstadt                | 70,87 (12.6 %) | 14063 (9.9 %)  | 198              | [ 32 ]    | [ 33 ]  |
| Kalchreuth                   | Wappen der Gemeinde Kalchreuth             | 6  |                        | Lage der Gemeinde Kalchreuth im Landkreis Erlangen-Höchstadt                            | 10,86 (1.9 %)  | 3033 (2.1 %)   | 279              | [ 34 ]    | [ 35 ]  |
| Lonnerstadt, M               | Wappen der Gemeinde Lonnerstadt            | 4  | Höchstadt an der Aisch | Lage der Gemeinde Lonnerstadt im Landkreis Erlangen-Höchstadt                           | 22,72 (4 %)    | 2087 (1.5 %)   | 92               | [ 36 ]    | [ 37 ]  |
| Marloffstein                 | Wappen der Gemeinde Marloffstein           | 6  | Uttenreuth             | Lage der Gemeinde Marloffstein im Landkreis Erlangen-Höchstadt                          | 6,62 (1.2 %)   | 1555 (1.1 %)   | 235              | [ 38 ]    | [ 39 ]  |
| Möhrendorf                   | Wappen der Gemeinde Möhrendorf             | 3  |                        | Lage der Gemeinde Möhrendorf im Landkreis Erlangen-Höchstadt                            | 13,18 (2.3 %)  | 4955 (3.5 %)   | 376              | [ 40 ]    | [ 41 ]  |
| Mühlhausen, M                | Wappen der Gemeinde Mühlhausen             | 6  | Höchstadt an der Aisch | Lage der Gemeinde Mühlhausen im Landkreis Erlangen-Höchstadt                            | 16,59 (2.9 %)  | 1858 (1.3 %)   | 112              | [ 42 ]    | [ 43 ]  |
| Oberreichenbach              | Wappen der Gemeinde Oberreichenbach        | 1  | Aurachtal              | Lage der Gemeinde Oberreichenbach im Landkreis Erlangen-Höchstadt                       | 4,83 (0.9 %)   | 1364 (1 %)     | 282              | [ 44 ]    | [ 45 ]  |
| Röttenbach                   | Wappen der Gemeinde Röttenbach             | 1  |                        | Lage der Gemeinde Röttenbach im Landkreis Erlangen-Höchstadt                            | 7,76 (1.4 %)   | 4749 (3.4 %)   | 612              | [ 46 ]    | [ 47 ]  |
| Spardorf                     | Wappen der Gemeinde Spardorf               | 1  | Uttenreuth             | Lage der Gemeinde Spardorf im Landkreis Erlangen-Höchstadt                              | 3,22 (0.6 %)   | 2232 (1.6 %)   | 693              | [ 48 ]    | [ 49 ]  |
| Uttenreuth                   | Wappen der Gemeinde Uttenreuth             | 6  | Uttenreuth             | Lage der Gemeinde Uttenreuth im Landkreis Erlangen-Höchstadt                            | 5,95 (1.1 %)   | 5007 (3.5 %)   | 842              | [ 50 ]    | [ 51 ]  |
| Vestenbergsgreuth, M         | Wappen der Gemeinde Vestenbergsgreuth      | 14 | Höchstadt an der Aisch | Lage der Gemeinde Vestenbergsgreuth im Landkreis Erlangen-Höchstadt                     | 31,85 (5.6 %)  | 1622 (1.1 %)   | 51               | [ 52 ]    | [ 53 ]  |
| Wachenroth, M                | Wappen der Gemeinde Wachenroth             | 10 |                        | Lage der Gemeinde Wachenroth im Landkreis Erlangen-Höchstadt                            | 23,17 (4.1 %)  | 2421 (1.7 %)   | 104              | [ 54 ]    | [ 55 ]  |
| Weisendorf, M                | Wappen der Gemeinde Weisendorf             | 14 |                        | Lage der Gemeinde Weisendorf im Landkreis Erlangen-Höchstadt                            | 36,76 (6.5 %)  | 6877 (4.9 %)   | 187              | [ 56 ]    | [ 57 ]  |